# دبليو دبليو إف راسلمنيا (لعبة فيديو 1991)
دبليو دبليو إف راسلمنيا (بالإنجليزية: WWF WrestleMania)‏ ، هي لعبة فيديو إلكترونية من نوع رياضة المصارعة الحرة المرخصة من اتحاد المصارعة العالمية ، وتوفر على أنظمة التشغيل مثل دوس وكومودور 64 وغيره.

## مصدر
1. ↑  WWF Wrestlemania (1991) by Twilight Amiga game نسخة محفوظة 03 مارس 2016 على موقع واي باك مشين.

## وصلة خارجية
- دبليو دبليو إف راسلمنيا على موبي غيمز